# Oskar Prinz von Preußen (Herrenmeister, 1959)

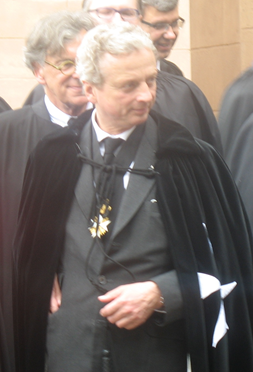
Oskar Prinz von Preußen bei einem Rittertag des Johanniterordens, Juni 2013

Oskar Michael Hans Karl Prinz von Preußen (* 6. Mai 1959 in Bonn) ist der 37. Herrenmeister des Johanniterordens. Im Privatberuf ist er Medienmanager. 

## Leben
Er entstammt dem ehemaligen preußischen Königshaus der Hohenzollern und ist der jüngere Sohn von Wilhelm Karl Prinz von Preußen (1922–2007) und Armgard von Veltheim (1926–2019). Er hat einen älteren Bruder Wilhelm Karl jun. und eine ältere Schwester Donata-Viktoria. 
Er ist seit dem 3. Oktober 1992 verheiratet mit Auguste Zimmermann von Siefart, die am 16. Mai 1962 in Amsterdam als Tochter des Managers Ralf Zimmermann von Siefart geboren wurde. Das Paar hat drei gemeinsame Kinder.
Prinz von Preußen wurde 1995 an der Freien Universität Berlin zum Dr. phil. promoviert. Als Geschäftsführer der Discovery Channel Betriebs GmbH Deutschland zeichnete er verantwortlich für die Etablierung der weltweit erfolgreichen Dokumentarfilm-Marke Discovery auch im deutschsprachigen Raum. Den Aufbau des ARD/ZDF-Kinderkanals begleitete er als Gründungsbeauftragter. Unter dem Dach der Burda New Media verantwortete er die Gründung zahlreicher europäischer Joint Ventures im Bereich New Media. 
In der Zeit nach der Wende und der Wiedervereinigung (1990) baute er für die AVE Radioholding (der Verlagsgruppe Georg von Holtzbrinck) private Radiostationen in den neuen Bundesländern auf und wurde Mitglied des Vorstands des IBF-Instituts.
Prinz von Preußen trat 1999 die Nachfolge seines Vaters im Amt des Herrenmeisters der Ballei Brandenburg des Johanniterordens an, die deutsche Ordensniederlassung. Der Großprior des Order of Saint John im Commonwealth, der britische Prinz Richard, 2. Duke of Gloucester, der Landcommandeur des Johanniterordens in den Niederlanden, Prinz Bernhard (1911–2004) und der Hohe Schutzherr des schwedischen Johanniterordens, König Carl XVI. Gustaf, sind entfernte Verwandte.

## Auszeichnungen
Im Mai 2018 wurde Prinz von Preußen mit dem Ungarischen Verdienstorden mit Stern ausgezeichnet.

## Schriften
- Wilhelm II. und die Vereinigten Staaten von Amerika: Zur Geschichte seiner ambivalenten Beziehung. Dissertation. Freie Universität Berlin 1995. Ars Una, Neuried 1997, ISBN 3-89391-058-1.